# ズラトコ・クラニチャール
ズラトコ・クラニチャール（Zlatko Kranjčar, 1956年11月15日 - 2021年3月1日）は、クロアチア・ザグレブ出身の元同国代表サッカー選手。選手時代のポジションはFW。元同国代表監督。しばしば「クラニツァール」、「クラニカル」などとも表記される。

## 経歴
選手時代はNKディナモ・ザグレブ、SKラピート・ヴィーンなどで活躍し、ユーゴスラビア代表としても11試合3得点の成績をおさめた。
クロアチア独立後初の試合では代表のキャプテンを務めるなど2試合1得点の成績を残し、1993年に引退。指導者としての道を歩み、クロアチアやオーストリア、エジプトなどのクラブで監督を務めた。2004年にクロアチア代表監督に就任。息子のニコ・クラニチャールを代表に招集し、国内で話題を呼んだ他、2006年のドイツW杯出場に貢献した。
予選ではスウェーデンに競り勝って無敗、グループ首位で突破したが、W杯では2分1敗に終わり、一転して批判を浴びた。コンディション不良が明らかなニコ・クラニチャールを起用し続けたことも手伝いW杯後、解任された。2007年6月にUAEのアル・シャアブCSC監督に就任したが同年11月に解任された。2008年1月にクロアチア2部のNKクロアチア・セスヴェテ監督に就任し、クラブを1部昇格に導いたものの選手の給与未払い問題でフロントと対立し辞任している。2009年7月にイランのペルセポリスFC監督に就任するも、同年12月に成績低迷を理由に解任される。
2010年1月よりモンテネグロ代表監督に就任。2011年9月、EURO2012予選の最中に解任された。
2014年11月20日、U-23イラン代表の監督に就任した。
2016年6月23日、ゾラン・マミッチの後任としてGNKディナモ・ザグレブの指揮官に復帰したが、同年9月に成績低迷を理由に辞任した。
2021年3月1日、入院先の病院で死去。

## 所属クラブ
- NKディナモ・ザグレブ 1973-1983
- SKラピート・ヴィーン 1984-1990
- SKNザンクト・ペルテン 1991

## 代表歴

### 試合数
- 国際Aマッチ 11試合 3得点（ユーゴスラビア、1977年-1983年）[4]
- 国際Aマッチ 2試合 1得点（クロアチア、1990年）[4]

| ユーゴスラビア代表 | 国際Aマッチ | 国際Aマッチ |
| 年                 | 出場        | 得点        |
| ------------------ | ----------- | ----------- |
| 1977               | 2           | 0           |
| 1978               | 1           | 0           |
| 1979               | 1           | 2           |
| 1980               | 1           | 0           |
| 1981               | 0           | 0           |
| 1982               | 1           | 1           |
| 1983               | 5           | 0           |
| 通算               | 11          | 3           |

| クロアチア代表 | 国際Aマッチ | 国際Aマッチ |
| 年             | 出場        | 得点        |
| -------------- | ----------- | ----------- |
| 1990           | 2           | 1           |
| 通算           | 2           | 1           |

## 指導歴
- SKアウストリア・クラーゲンフルト 1993-1994
- NKセゲスタ 1993-1994
- NKクロアチア・ザグレブ 1994-1996
- FCリンツ 1996
- NKスラヴェン・ベルポ 1997
- NKサモボル 1997
- NKクロアチア・ザグレブ 1997-1998
- アル・マスリSC　1999-2000
- NDムラ05 2000-2001
- NKマルソニア 2001
- NKザグレブ 2001-2002
- NKリエカ 2002-2003
- NKザグレブ 2003-2004
- クロアチア代表 2004-2006
- NKクロアチア・セスヴェテ 2007
- アル・シャアブCSC 2007
- FC DAC 1904ドゥナイスカー・ストレダ 2009
- ペルセポリスFC　2009
- モンテネグロ代表 2010-2011
- セパハンFC 2011-2014
- U-23イラン代表 2014
- アル・アハリSC 2015-2016
- GNKディナモ・ザグレブ 2016
- セパハンFC 2017-2018
- U-23イラン代表 2018-2019

## 監督成績
| クラブ             | 就任      | 退任      | 記録 | 記録 | 記録 | 記録 | 記録 | 記録 | 記録 | 記録   |
| クラブ             | 就任      | 退任      | 試合 | 勝   | 分   | 負   | 得点 | 失点 | +/-  | 勝率 % |
| ------------------ | --------- | --------- | ---- | ---- | ---- | ---- | ---- | ---- | ---- | ------ |
| セゲスタ           | 1992年7月 | 1994年5月 | 64   | 22   | 15   | 27   | 79   | 88   | −9   | 034.38 |
| ディナモ・ザグレブ | 1994年7月 | 1996年7月 | 52   | 33   | 12   | 7    | 99   | 39   | +60  | 063.46 |
| サモボル           | 1997年5月 | 1998年1月 | 10   | 9    | 1    | 0    | 26   | 8    | +18  | 090.00 |
| アル・マスリ       | 1999年2月 | 2000年8月 | 30   | 20   | 5    | 5    | 44   | 10   | +34  | 066.67 |
| リエカ             | 2002年6月 | 2003年6月 | 22   | 5    | 3    | 14   | 23   | 33   | −10  | 022.73 |
| クロアチア         | 2004年7月 | 2006年8月 | 25   | 11   | 8    | 6    | 29   | 15   | +14  | 044.00 |
| ペルセポリス       | 2009年7月 | 2009年9月 | 21   | 8    | 9    | 4    | 31   | 24   | +7   | 038.10 |
| モンテネグロ       | 2010年2月 | 2011年9月 | 12   | 6    | 2    | 4    | 14   | 11   | +3   | 050.00 |

## タイトル

### 選手時代
ディナモ・ザグレブ
- ユーゴスラビア・プルヴァ・リーガ：1回（1981-82）
- ユーゴスラビアカップ：2回（1979-80、1982-83）
- ユーゴスラビア・ユースサッカーカップ：1回（1972-73）

ラピート・ヴィーン
- ブンデスリーガ：2回（1986-87、1987-88）
- オーストリア・カップ：3回（1983-84、1984-85、1986-87）
- オーストリア・スーパーカップ：3回（1986、1987、1988）

ユーゴスラビア U-21代表
- UEFA U-21欧州選手権：1回（1978）

個人
- ディナモ・ザグレブ オールタイムイレブン

### 指導者時代
ディナモ・ザグレブ
- プルヴァHNL：2回（1995-96、1997-98）
- フルヴァツキ・ノゴメトニ・クプ：2回（1995-96、1997-98）

NKザグレブ
- プルヴァHNL：1回（2001-02）

セパハン
- ペルシアン・ガルフ・プロリーグ：1回（2011-12）
- ハズフィー・カップ：1回（2012-13）

個人
- フランホ・ブチャール国家スポーツ賞（英語版）：1回（2005）
- ペルシアン・ガルフ・プロリーグ年間最優秀監督（英語版）：1回（2012）
- イランサッカー協会年間最優秀監督（英語版）：1回（2012-13）